# Santa Caterina Villarmosa
Santa Caterina Villarmosa es una comuna siciliana de 6.084 habitantes de la provincia de Caltanissetta. Su superficie es de 75 km². Su densidad es de 81 hab/km². Forma parte de la región italiana de Sicilia. Las comunas limítrofes son Alimena (PA), Caltanissetta, Enna (EN), Petralia Sottana (PA), Resuttano, y Villarosa (EN).

## Evolución demográfica
| Gráfica de evolución demográfica de Santa Caterina Villarmosa entre 1861 y 2001 |
|                                                                                 |
| Fuente ISTAT - elaboración gráfica de Wikipedia                                 |

- Datos: Q477754
- Multimedia: Santa Caterina Villarmosa / Q477754

1. ↑  Worldpostalcodes.org, código postal n.º 93018.
2. ↑  «Codici Catastali». Comuni-italiani.it (en italiano). Consultado el 29 de abril de 2017.